# Tanakpur
Tanakpur è una suddivisione dell'India, classificata come municipal board, di 15.810 abitanti, situata nel distretto di Champawat, nello stato federato dell'Uttarakhand. In base al numero di abitanti la città rientra nella classe 
IV (da 10.000 a 19.999 persone).

## Geografia fisica
La città è situata a 29° 4' 60 N e 80° 7' 0 E e ha un'altitudine di 254 m s.l.m..

## Società

### Evoluzione demografica
Al censimento del 2001 la popolazione di Tanakpur assommava a 15.810 persone, delle quali 8.453 maschi e 7.357 femmine. I bambini di età inferiore o uguale ai sei anni assommavano a 2.384, dei quali 1.270 maschi e 1.114 femmine. Infine, coloro che erano in grado di saper almeno leggere e scrivere erano 10.245, dei quali 5.985 maschi e 4.260 femmine.